# 头状石头花
头状石头花（学名：Gypsophila capituliflora）是石竹科石头花属的植物，为中国的特有植物。分布在吉尔吉斯、哈萨克斯坦、蒙古以及中国大陆的内蒙古、甘肃、新疆、宁夏等地，生长于海拔800米至2,580米的地区，常生长在干燥山坡，目前尚未由人工引种栽培。

## 别名
拟密花丝石竹（新疆植物检索表）